# Helene Sommerfeld
Helene Sommerfeld ist das Pseudonym eines deutschen Schriftsteller-Ehepaars.
Das in Berlin lebende Autoren-Ehepaar hat bereits viele erfolgreiche Romane und Sachbücher veröffentlicht. Mit der Reihe Die Ärztin um Ricarda Thomasius schreiben die beiden erstmals zusammen und verbinden ihr Interesse für Medizin und historische Stoffe.
Mit Die Ärztin – Stürme des Lebens, dem zweiten Band der Romanreihe, kletterte Helene Sommerfeld auf Platz 1 der Spiegel-Bestsellerliste im Taschenbuch Belletristik.